# Liste des villages et localités au Cap-Vert
Cet articles liste les villages et localités au Cap-Vert:

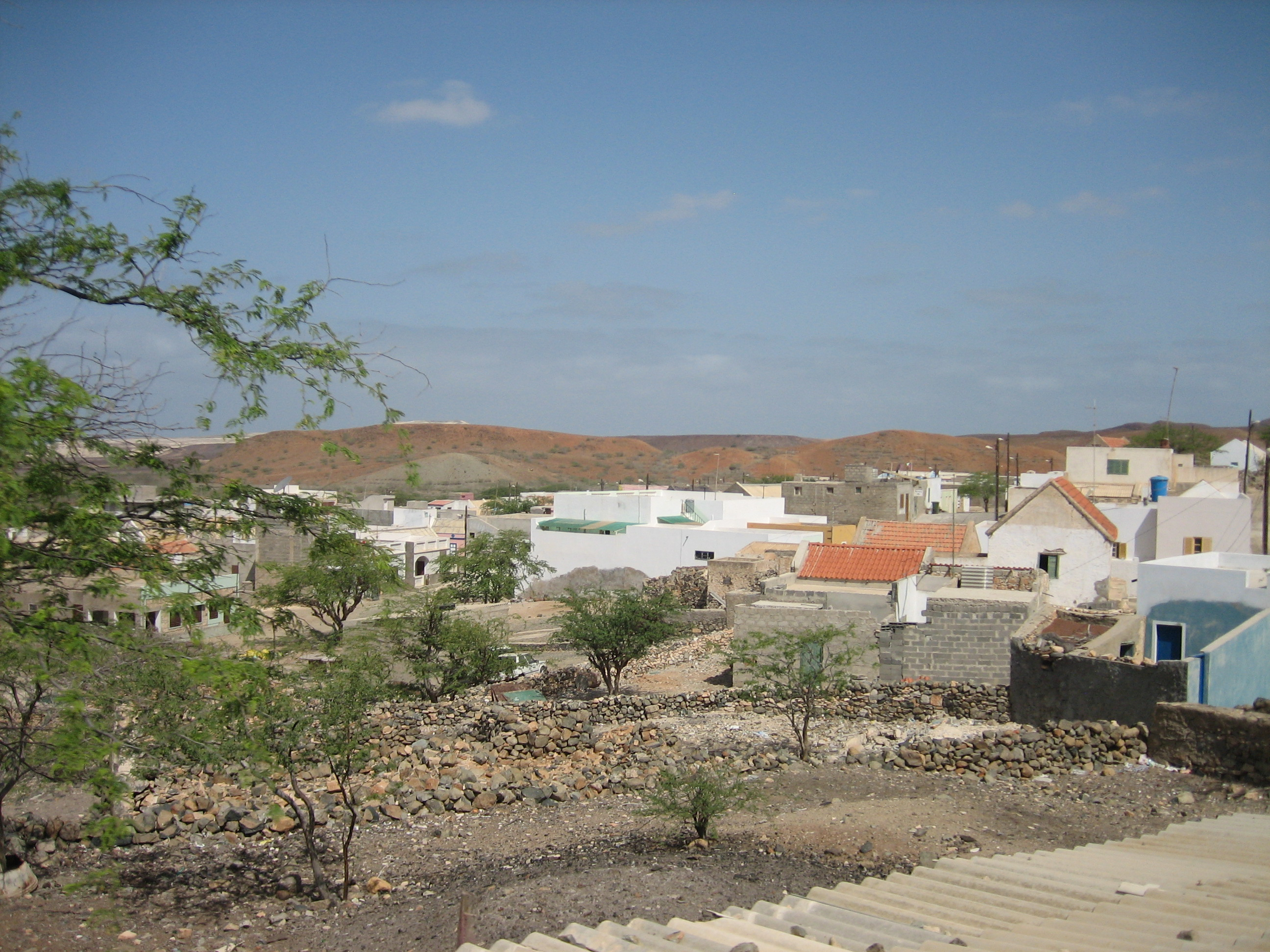
Povoação Velha.

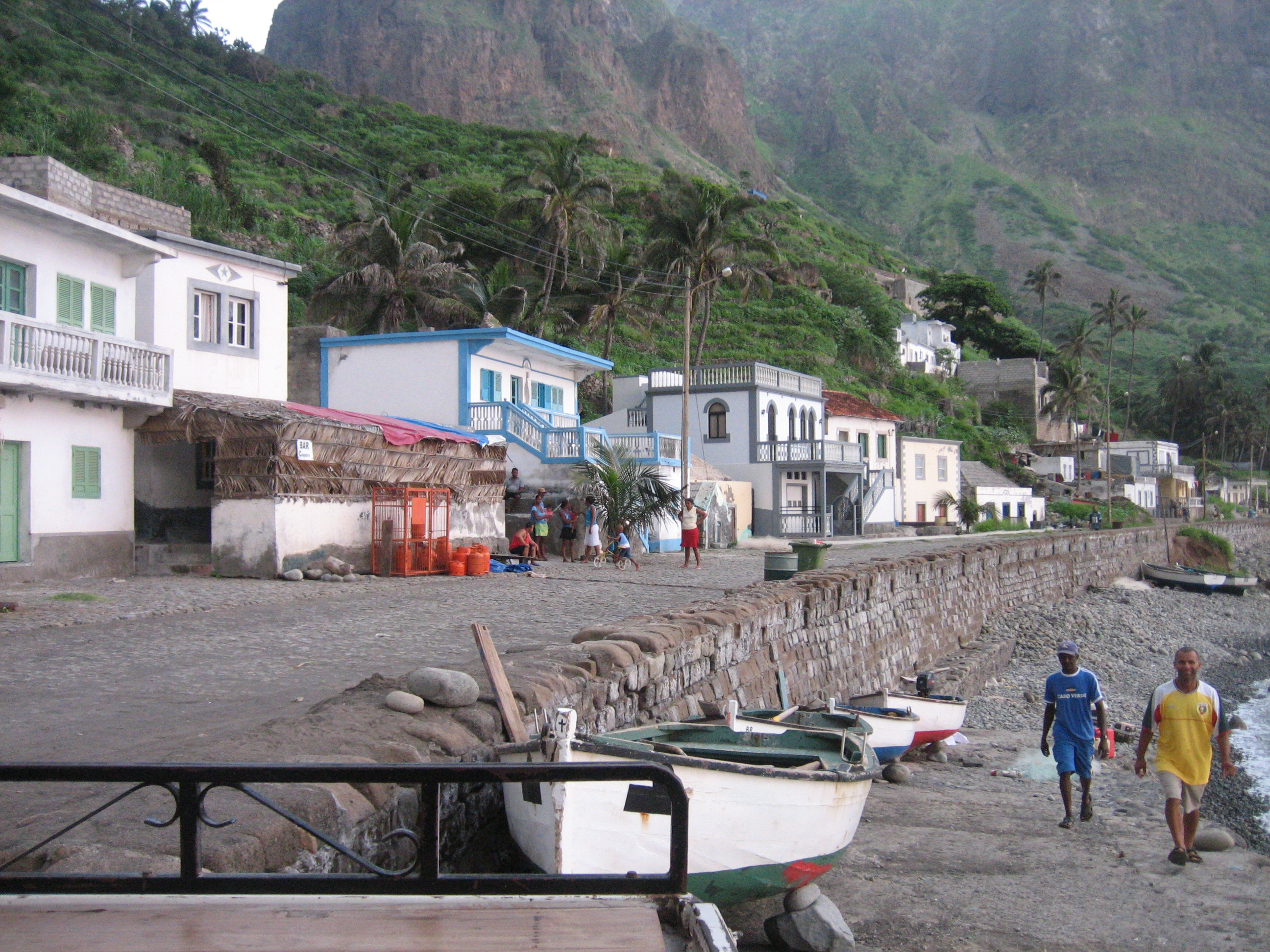
Fajã de Agua.

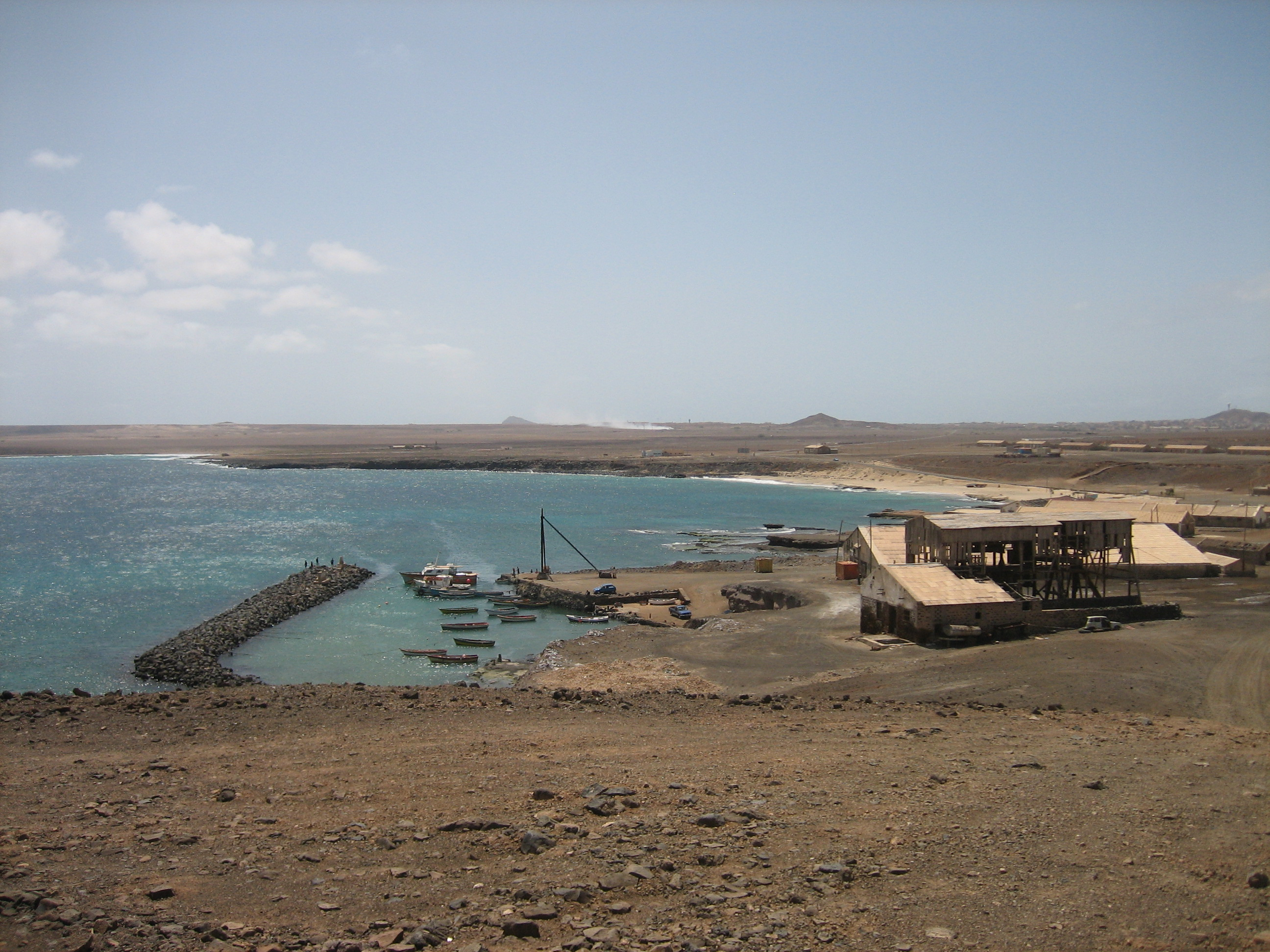
Pedra de Lume.

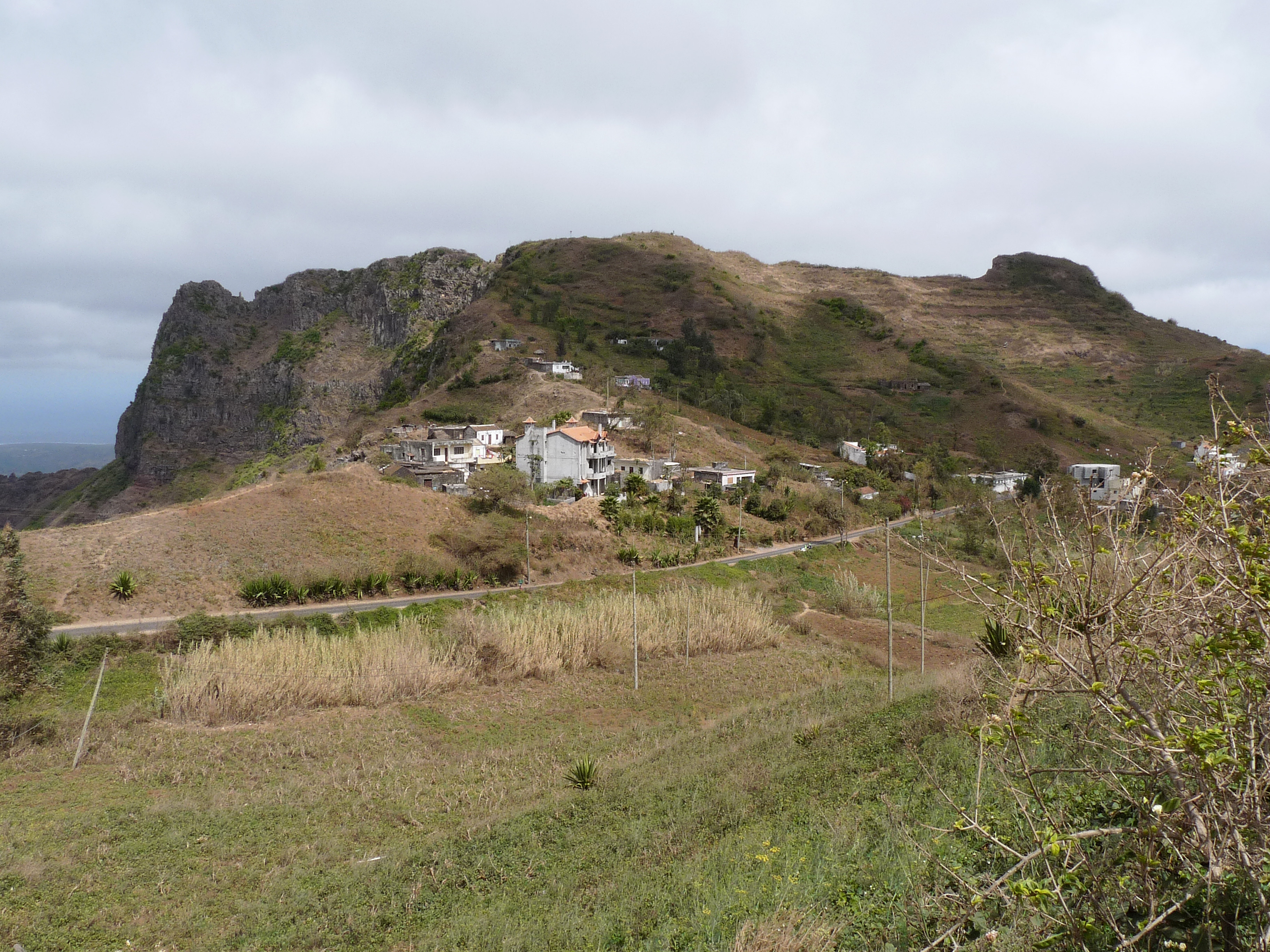
Rui Vaz.

| île         | Localités |
| ----------- | --- |
| Boa Vista   | - Bofarreira - Cabeça dos Tarrafes - Curral Velho - Espingueira - Estância de Baixo - Fundo das Figueiras - João Galego - Povoação Velha - Prazeres |
| Brava       | - Cachaço - Campo Baixo - Cova Joana - Cova Rodela - Fajã de Água - João da Noly - Lem - Mato - Mato Grande - Nossa Senhora do Monte - Santa Bárbara - Tantum - Tomé Barraz - Vinagre |
| Fogo        | - Achada Furna - Achada Grande - Atalaia - Cabeça Fundão - Campanas Baixo - Chã das Caldeiras - Corvo - Curral Grande - Estância Roque - Fajãzinha - Feijoal - Figueira Pavão - Fonte Aleixo - Galinheiro - As Hortas - Lagariça - Lomba - Miguel Gonçalves - Monte Grande - Patim - Ponta Verde - Relva - Ribeira do Ilhéu - Salto - Santo António - São Filipe - São Jorge - Tinteira - Vicente Dias |
| Maio        | - Alcatraz - Barreiro - Calheta - Cascabulho - Figueira da Horta - Morrinho - Morro - Pedro Vaz - Pilão Cão - Praia Gonçalo - Ribeira Dom João - Santo Antônio |
| Sal         | - Murdeira - Palmeira - Pedra de Lume - Terra Boa |
| Santa Luzia | - Santa Luzia |
| Santiago    | - Achada Fazenda - Achada Lem - Achada Leitão - Achada Monte - Achada Tenda - Água de Gato - Banana - Boa Entrada - Calabaceira - Cancelo - Chão de Tanque - Chaminé - Covão Grande - Espinho Branco - Fazenda - Figueira das Naus - João Teves - João Varela - Levada dos Órgãos - Milho Branco - Montanha - Palha Carga - Picos (Achada Igreja) - Porto Gouveia - Porto Mosquito - Praia Baixo - Principal - Ribeira da Barca - Ribeira da Prata - Ribeirão Manuel - Rincão - Rui Vaz - Saltos de Cima - Santa Ana - São Jorge dos Órgãos - Trás os Montes - Vale da Custa |
| Santo Antão | - Alto Mira - Chã das Pedras - Chã de Igreja - Coculi - Corda - Eito - Figueiras - Fontainhas - Garça de Cima - Janela - Lagoa - Lajedo - Lombo Branco - Lombo de Santa - Monte Trigo - Morro Vento - Pico da Cruz (Cinta das Vacas) - Ribeira Alta - Ribeira da Cruz - Sinagoga - Tarrafal de Monte Trigo - Xoxo |
| São Nicolau | - Belém - Cabeçalinho - Cachaço - Caleijão - Carriçal - Carvoeiros - Covoada - Estância de Brás - Fajã de Baixo - Fragata - Hortelã - Juncalinho - Morro Brás - Palhal - Praia Branca - Preguiça - Queimadas - Ribeira dos Calhaus - Ribeira Funda |
| São Vicente | - Baía das Gatas - Lameirão - Lazareto Industrial - Ribeira de Calhau - Ribeira de Vinha - Salamansa - São Pedro |